# 미국의 문화
미국의 문화(美國의 文化)는 원래 유럽 문화의 영향을 받아서 미국에서 발전한 서양 문화이다. 이러한 문화는 미국이 미국 영어, 미국 음악, 미국 미술, 사회적 관습, 미국 요리, 민속 등의 고유한 사회적, 문화적 특징을 갖춘 나라가 되기 전 오랫동안 발전되어 왔다. 오늘날 미국은 초기 기독교 문화의 전통에서 역사적으로 다른 수많은 국가로부터 대규모 이민을 받아들이면서 민족적으로나 인종적으로 다양한 문화를 지니게 된 국가가 되었다.

## 언어
미국은 연방 정부 차원에서 따로 공용어를 지정하지 않고 있다. 하지만 미국 영어가 사실상의 공용어로 입법, 사법, 행정 등에서 쓰이고 있다. 주 정부 차원에서는 28개 주에서 영어를 공식적으로 공용어로 지정하였다. 2000년 미국 인구 조사 통계에 따르면, 미국인의 97%가 영어를 사용하며, 81%가 집에서도 영어를 모어로 사용한다.
또한 미국에서 히스패닉을 중심으로 스페인어가 많이 사용되며, 뉴멕시코주와 미국의 속령인 푸에르토리코에서는 공용어로 지정되어있다. 프랑스어는 루이지애나주에서 공용어로 지정되어 있고, 인디언 보호구역 내에서는 많은 원주민 언어가 사용되고 있다. 또한 하와이주에서는 하와이어가 공용어로 지정되어 사용된다.

### 미국의 언어와 통계
CIA에 따르면 아래는 미국 전체의 인구의 언어 사용률을 비교한 것이다:
- 영어 (79%)
- 스페인어 (13%)
- 기타 인도유럽어족 언어 (3.7%)
- 기타 아시아어 또는 폴리네시아어 (3.4%)
- 기타 (1%)

## 문학

### 영화
일반적으로 미국 영화는 할리우드 영화로 대표된다.

## 종교
기독교(45.6%), 천주교(23.9%), 몰몬교(1.7%), 유대교(1.7%), 불교(0.7%), 이슬람교(0.6%), 기타(16.1%), 무교(4%)

## 공휴일과 축제
미국의 공식적인 공휴일은 미국 독립의 아버지 및 미국의 역사와 기독교 전통에서 기원한다.
추수감사절은 주요한 미국의 전통 휴일이다. 이는 1620년 미국으로 건너간 필그림 파더스에서 기원한다. 그리고, 크리스마스와 부활절, 성 파트리치오의 날 등의 유럽에서 기원한 기독교 축일도 미국에서 기념일로 지낸다.
미국은 영국으로부터 독립 선언한 것을 기념하여 매년 7월 4일을 독립기념일로 지정하고 있다.
고대 켈트족의 시완 축제에서 유래한 할로윈도 미국에서 성대하게 기념된다.

## 인종
백인(77.7%), 흑인(13.2%), 아시아계(5.3%), 원주민(1.4%), 기타(12.3%)

## 총기, 안전
총기를 소지할 수 있음 (각 주의 법에 따라서 소지 가능한 경우가 있으며, 불가능한 경우가 있음.)

## 같이 보기
- 한국계 미국인
- 미국의 이민
- 아메리칸 드림
- 미국 남부의 문화
- 기독교 문화